# Благой Топузлиев
Отец Благой Топузлиев е български свещеник, дисидент, един от основателите на Независимото дружество за защита правата на човека.

## Биография
Отец Топузлиев е роден в семейство на свещеници, още двама от неговите братя, подобно на него, стават духовници. Той е ръкоположен за свещеник на 8 ноември 1969 г. Само две години по-късно, през 1971 година, е арестуван за смелите си антикомунистически проповеди и е осъден на 5 години затвор (но вътре получава допълнителна присъда от 6 месеца), които излежава под строг режим в Старозагорския затвор – единична килия, карцер, инквизиции и побои. След излизане от затвора не му е разрешено да се завърне в църквата до 1981 година.
През 1988 г. Благой Топузлиев става един от първите членове на Независимото дружество за защита правата на човека. Почти всяка вечер той говори по радио „Свободна Европа“. През май 1989 г. заедно с поета Петър Манолов и други членове на дружеството са екстрадирани от страната. Отецът първо се озовава във Виена, в лагер за бежанци, след това в Париж, където дава официално интервю за френското правителство за спазването на човешките и религиозните права в комунистическа България. По-късно заминава за Ню Йорк, където служи като свещеник при българската православна църковна община.